# Беткер, Джен
Дже́нис «Джен» Бе́ткер (англ. Janice «Jan» Betker; 19 июля 1960, Реджайна, Саскачеван, Канада) — канадская кёрлингистка.
В составе команды скипа Сандры Шмирлер победила на Олимпийских играх 1998 года и трижды на чемпионатах мира; с той же командой — неоднократный победитель чемпионата Канады.
В 1999 году была вместе со всей командой Шмирлер введена в Зал славы канадского кёрлинга. В 2000 была вместе со всей командой Шмирлер введена в Зал спортивной славы Канады (англ. Canadian Sports Hall of Fame) (они были первыми из кёрлингистов-женщин, введённых в этот Зал славы). В 2022 году введена в Международный зал славы кёрлинга Всемирной федерации кёрлинга, одновременно туда были введены ещё двое участников чемпионской команды — Джоан Маккаскер и Марсия Гудерайт, ранее в 2009 в Международный зал славы кёрлинга была введена Сандра Шмирлер (посмертно).
Ещё до того, как она встретилась с Шмирлер в конце 1980-х и они решили создать свою команду со Шмирлер в качестве скипа, она добивалась успехов в смешанном кёрлинге (англ. en:Mixed curling): в частности, в составе команды Саскачевана выиграла в 1984 году чемпионат Канады среди смешанных команд (англ. en:Canadian Mixed Curling Championship).
Работает в руководстве Фонда Сандры Шмирлер (англ. Sandra Schmirler Foundation) — созданного после кончины Шмирлер в 2000 благотворительного фонда для ухода за младенцами в кризисных ситуациях.
Замужем, у них с мужем Фрэнком двое детей — Стивен и Адам.

## Команды
| Сезон                                        | Четвёртый       | Третий          | Второй                          | Первый           | Запасной                                          | Турниры                               |
| -------------------------------------------- | --------------- | --------------- | ------------------------------- | ---------------- | ------------------------------------------------- | ------------------------------------- |
| 1986—87                                      | Kathy Fahlman   | Сандра Шмирлер  | Джен Беткер                     | Sheila Schneider | Мишель Шнейдер (ЧК)                               | ЧК 1987 (4 место) КООК 1987 (4 место) |
| 1990—91                                      | Сандра Питерсон | Джен Беткер     | Джоан Инглиш                    | Марсия Шимл      |                                                   |                                       |
| 1992—93                                      | Сандра Питерсон | Джен Беткер     | Джоан Маккаскер                 | Марсия Шимл      |                                                   |                                       |
| 1993—94                                      | Сандра Питерсон | Джен Беткер     | Джоан Маккаскер                 | Марсия Гудерайт  |                                                   |                                       |
| 1994—95                                      | Сандра Питерсон | Джен Беткер     | Джоан Маккаскер                 | Марсия Гудерайт  |                                                   |                                       |
| 1996—97                                      | Сандра Шмирлер  | Джен Беткер     | Джоан Маккаскер                 | Марсия Гудерайт  |                                                   |                                       |
| 1997—98                                      | Сандра Шмирлер  | Джен Беткер     | Джоан Маккаскер                 | Марсия Гудерайт  | Атина Форд (ЧК, ЗОИ) тренер: Анита Форд (ЧК, ЗОИ) | КООК 1997 , · ЧК 1998 , · ЗОИ 1998    |
| 2002—03                                      | Джен Беткер     | Sherry Linton   | Джоан Маккаскер                 | Марсия Гудерайт  | Nancy Inglis тренер: Линдси Спаркс                | ЧК 2003 (4 место)                     |
| 2003—04                                      | Джен Беткер     | Sherry Linton   | Джоан Маккаскер                 | Марсия Гудерайт  |                                                   |                                       |
| 2004—05                                      | Джен Беткер     | Sherry Linton   | Джоан Маккаскер                 | Марсия Гудерайт  |                                                   |                                       |
| 2005—06                                      | Джен Беткер     | Sherry Linton   | Джоан Маккаскер Джолин Кэмпбелл | Марсия Гудерайт  |                                                   |                                       |
| 2006—07                                      | Джен Беткер     | Nancy Inglis    | Лана Вэй                        | Марсия Гудерайт  |                                                   |                                       |
| 2011—12                                      | Джен Беткер     | Марсия Гудерайт | Джоан Маккаскер                 | Sherry Linton    |                                                   |                                       |
| Кёрлинг для смешанных команд (mixed curling) |                 |                 |                                 |                  |                                                   |                                       |
| 1984                                         | Randy Woytowich | Kathy Fahlman   | Brian McCusker                  | Джен Беткер      |                                                   | ЧКСК 1984                             |

(скипы выделены полужирным шрифтом)